# Berry Mound
Berry Mound je hradiště z doby železné, které se nachází v Bromsgrove v anglickém hrabství Worcestershire, nedaleko Shirley, West Midlands, na okraji Birminghamu. Bylo datováno do 1. nebo 2. století př. n. l.
Hradiště pokrývá 4,5 hektarů, měří 140 metrů od severu k jihu a 61 metrů od východu k západu. Je obklopeno širokým valem o šířce 7,3 metrů. Na severu byl příkop ve tvaru písmene V, který byl široký 4,6 metrů a hluboký 1,8 metrů, na jihu o šířce 6,7 metrů a hloubce 2,1 metrů. Slabé stopy druhého opevnění na severu byly nalezeny v roce 1959, a pozorovatelé z 19. století zaznamenali existenci třetí řady hradeb a příkopů, ačkoli po nich nezůstaly žádné stopy. Vstup do pevnosti byl na východní straně, i když je možné, že byl původně druhý vstup umístěný na ose s prvním, podobně jako na podobném hradišti Sutton Walls Hill.
Místo bylo vykopáno v roce 1959.
Nedaleko na jihozápadě leží lokalita zvláštního vědeckého zájmu, pastviny Berry Mound, která se rozkládá na ploše 11,84 hektarů pastvin a luk. Místo bylo poprvé označeno v roce 1994. Zájem o lokalitu spočívá v rozmanitosti polopřírodních louček. Kromě toho je zde potok a malý rybník a bohatá flóra a fauna.